# Nazino (Tomská oblast)
Nazino je vesnice v alexandrovském okrese v Tomské oblasti. Je správním centrem nazinské venkovské komunity. Obec stojí na břehu řeky Ob. Nedaleko je Nazinský ostrov.. Několik kilometrů po proudu Obu se vlévá do Obu řeka Nazinská a proti proudu vlévá do Obu řeka Vartovskaja. V obci je škola, lékařská ambulance. V provozu je dieselová elektrárna. Významné místo v hospodářském životě obce zaujímá rybolov.

## Historie
Ves byla založena v roce 1846. V roce 1926 se vesnice Nazina skládala z 20 statků, přičemž hlavní populací byli Chantové. Na jaře 1933 zde doslo k nazinské tragedii – tehdy bylo na opuštěný Nazinský ostrov poblíž vesnice přivedeno 10 000 trestanců. Kvůli špatné organizaci zůstali vězni bez zásob, během pár měsíců jich zemřelo více než 6 tisíc, za což je ostrov nazýván „Ostrovem smrti“. Vyskytly se zde případy kanibalismu.